# Küçükçekmece
Küçükçekmece là một huyện thuộc tỉnh İstanbul, Thổ Nhĩ Kỳ. Huyện có diện tích 124 km² và dân số thời điểm năm 2007 là 785392 người, mật độ 6334 người/km².